# Chaetocnema sahlbergii
Chaetocnema sahlbergii là một loài bọ cánh cứng trong họ Chrysomelidae. Loài này được Gyllenhal miêu tả khoa học năm 1827.